# Musica (Il Volo)
Musica è il sesto album in studio del gruppo musicale italiano Il Volo, pubblicato il 22 febbraio 2019 dall'etichetta Sony Music.

## Descrizione
Il disco ha decretato il decimo anniversario di carriera del trio.
Sono presenti undici tracce, tra cui tre inediti. Un inedito è stato presentato al 69º Festival di Sanremo, dove si sono aggiudicati il terzo posto con il brano Musica che resta. Gli altri due inediti sono Fino a quando fa bene e Vicinissimo.

## Tracce
1. Musica che resta
2. Vicinissimo
3. Arrivederci Roma
4. A chi mi dice
5. Fino a quando fa bene
6. People
7. La nave del olvido
8. Lontano dagli occhi
9. Be my love
10. La voce del silenzio
11. Meravigliosa creatura